# Nasavrky (Golčův Jeníkov)
Nasavrky (německy Nassaberg) je malá vesnice, část města Golčův Jeníkov v okrese Havlíčkův Brod. Nachází se asi 2 km na jihovýchod od Golčova Jeníkova. V roce 2009 zde bylo evidováno 31 adres. V roce 2001 zde žilo 84 obyvatel.
Nasavrky leží v katastrálním území Nasavrky u Golčova Jeníkova o rozloze 2,26 km2.

## Galerie

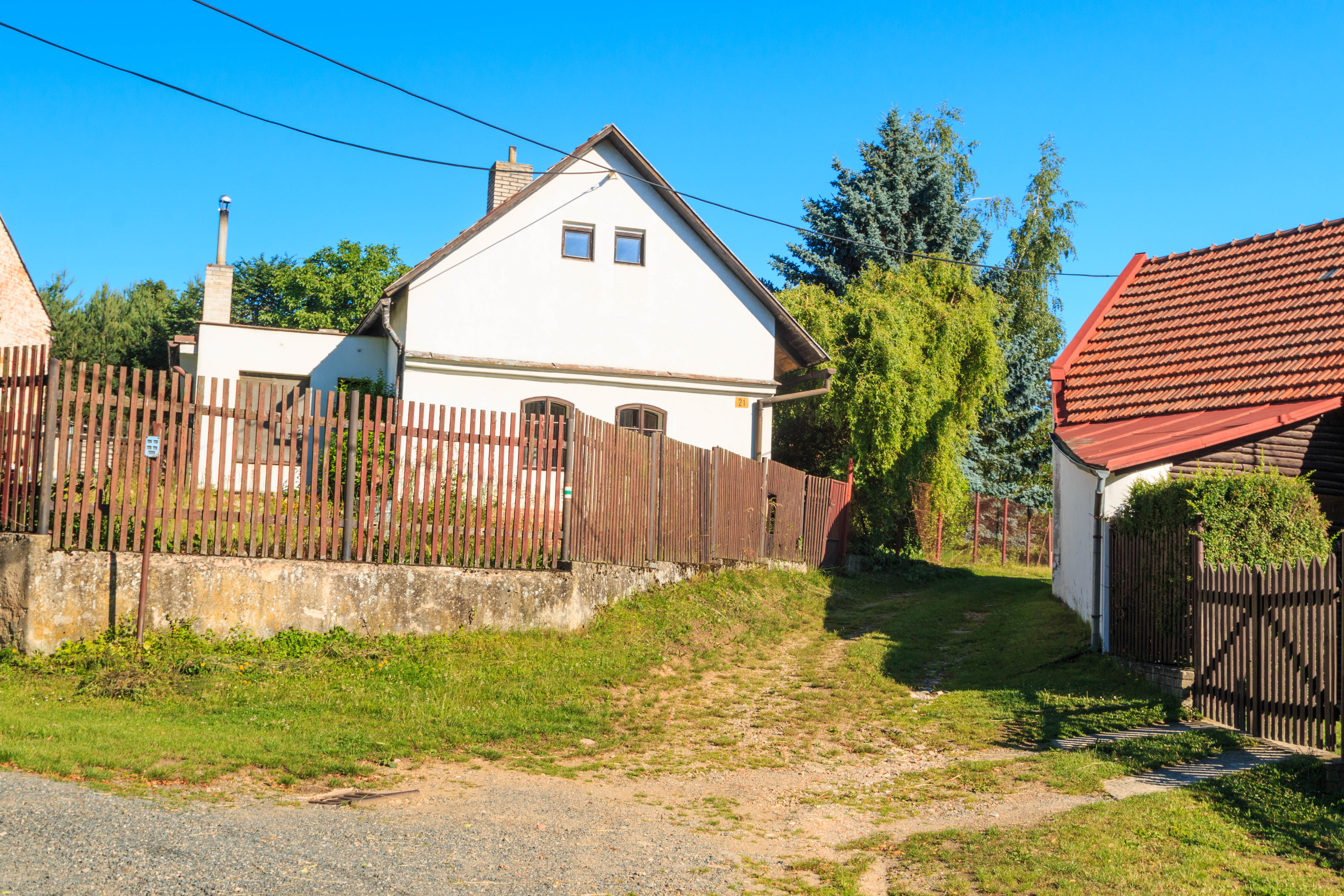
Nasavrky čp. 21
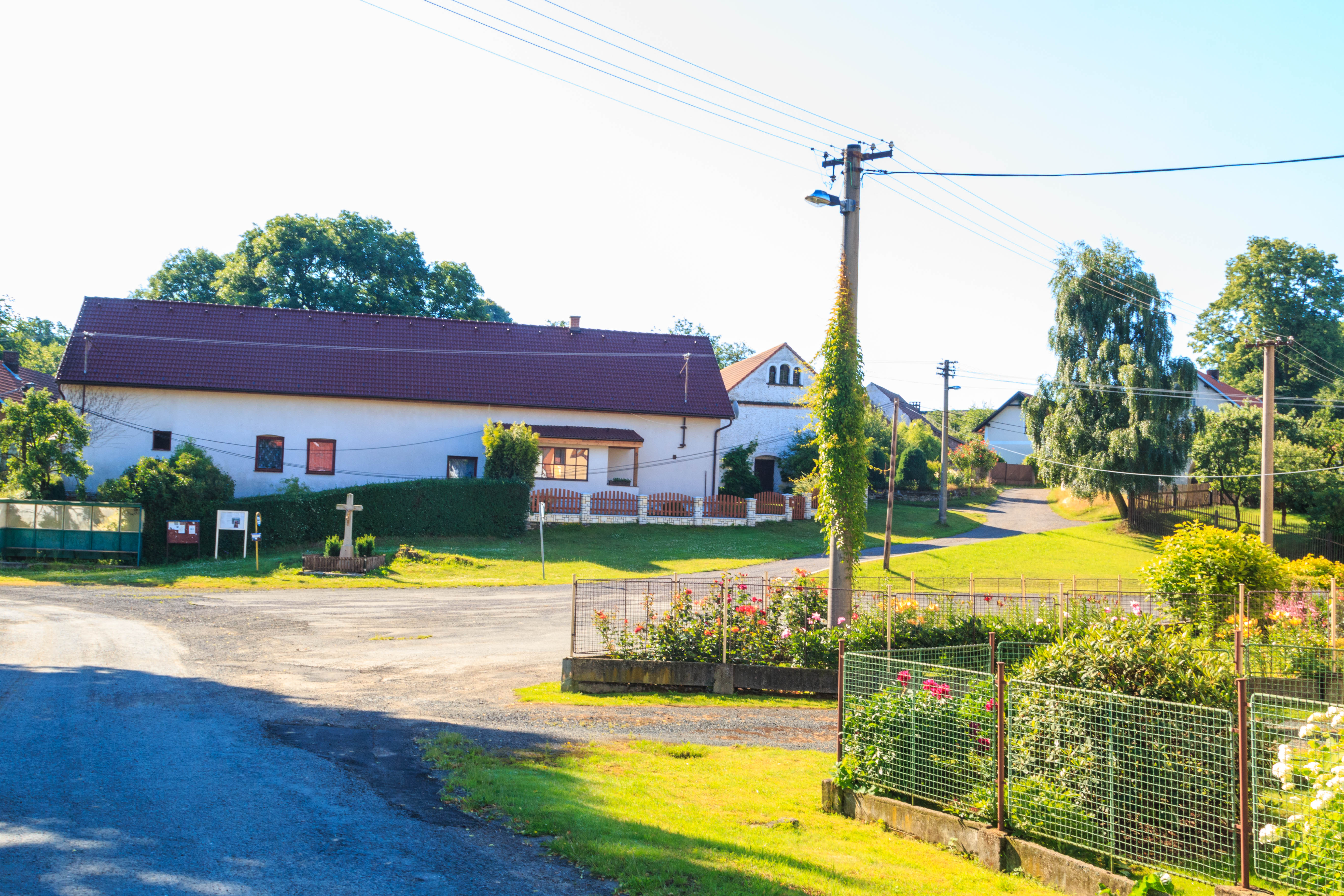
Nasavrky čp. 6
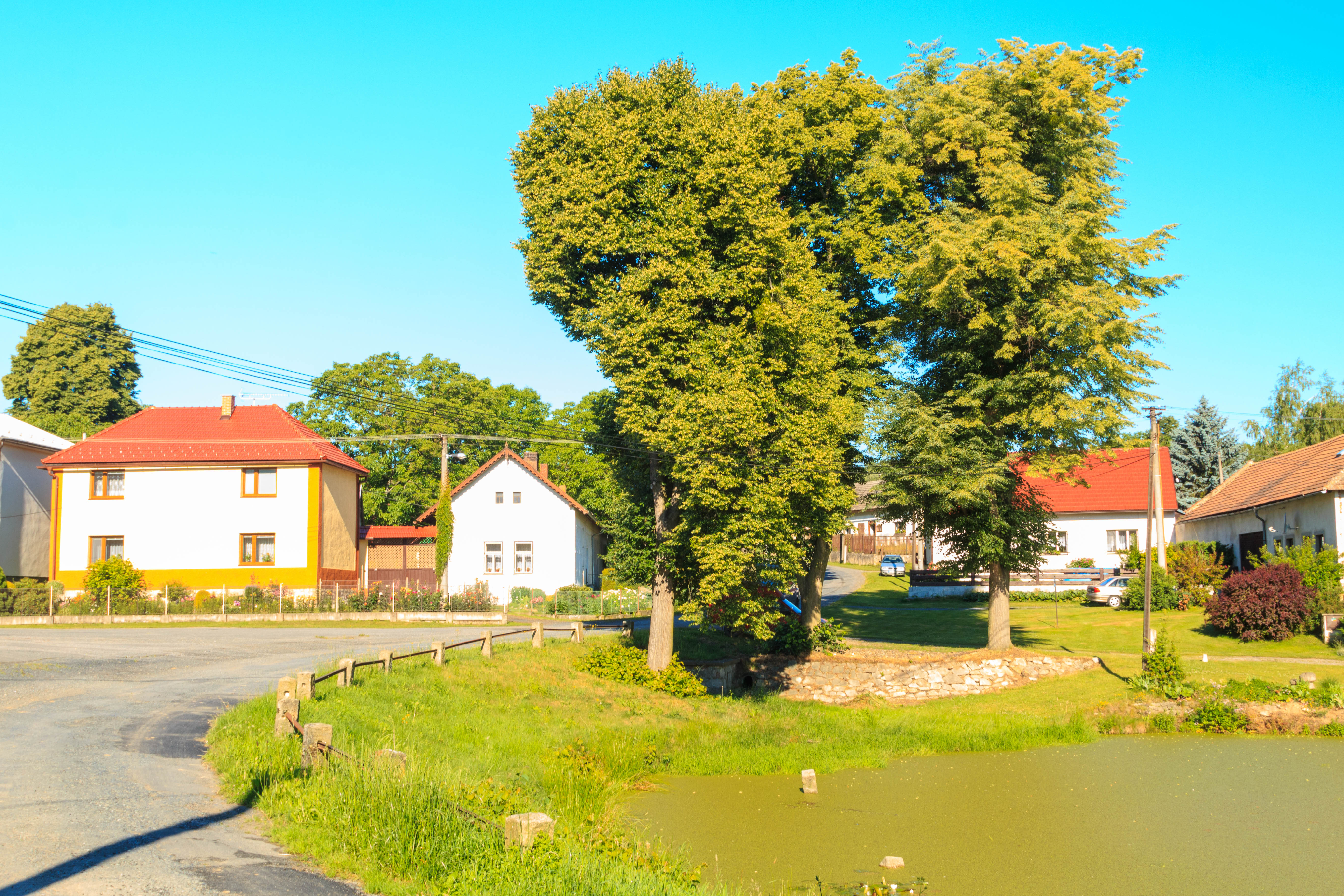
Nasavrky čp. 28
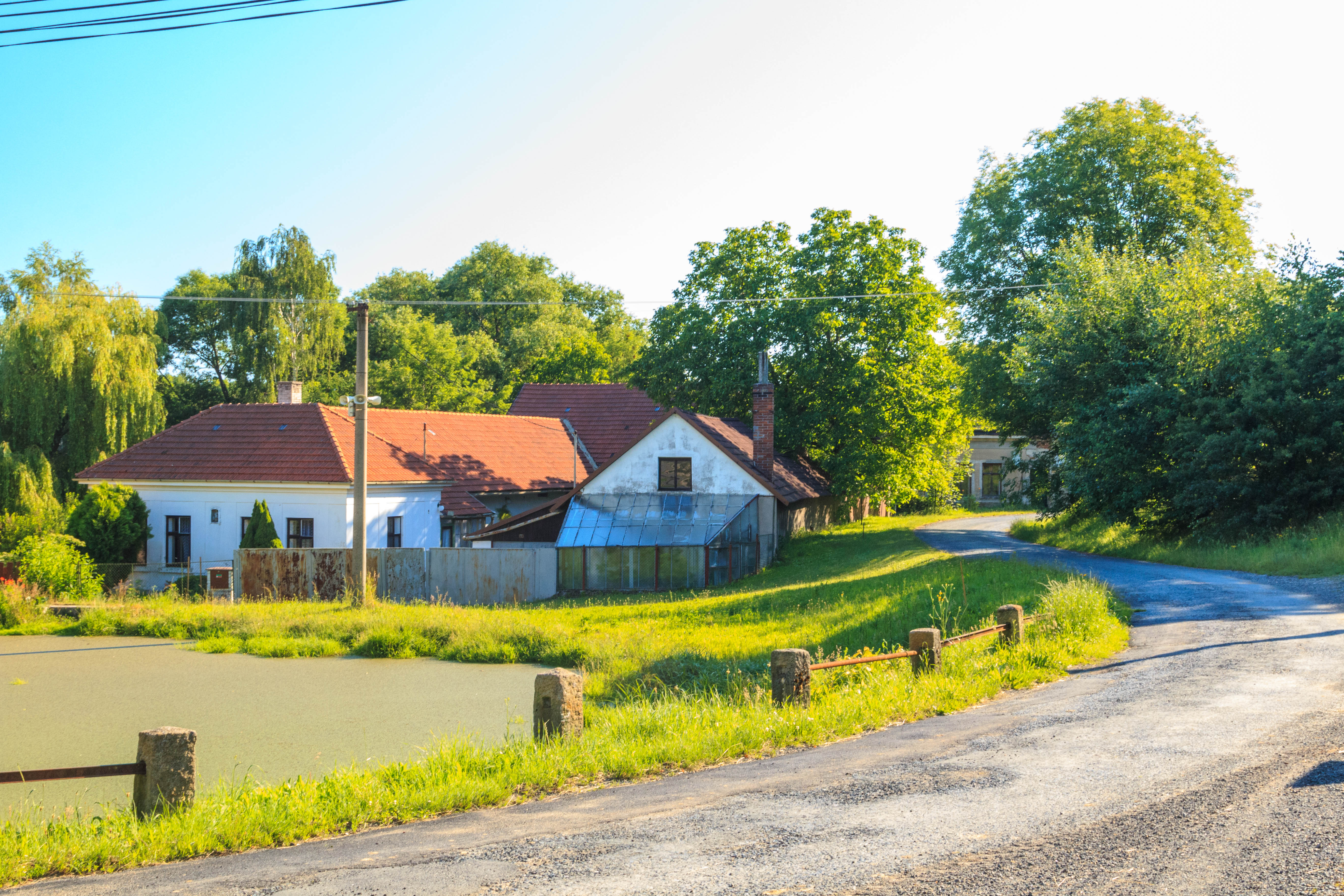
Nasavrky čp. 29